# Hans Jörg Huber
Hans Jörg Huber (* 6. Juni 1932 in Aarau; † 7. Januar 2008 in Niederwil AG) war ein Schweizer Anwalt und Politiker (CVP).

## Biografie
Hans Jörg Huber begann seine politische Laufbahn in der Gemeinde Zurzach. Er war Mitglied der Baukommission, Präsident des Schweizerischen Studentenvereins, Mitglied des Grossen Rates (ab 1965), Fraktionschef, Regierungsrat von 1976 bis 1988 (Gesundheits- und Militärdepartement), Landammann des Kantons Aargau (1980/81 und 1984/85) und Ständerat mit Schwerpunkt Gesundheitspolitik von 1987 bis 1995. Er war Mitglied des Zentralkomitees des Schweizerischen Roten Kreuzes, Präsident der Schweizerischen Stiftung für Klinische Krebsforschung, Mitglied der Parlamentarischen Versammlung des Europarates, Präsident der Winterhilfe Aargau und der Schweizerischen Vereinigung für Atomenergie.
Huber war Brigadier und kommandierte die Aargauer Grenzbrigade 5.